# ヤシン・アブデサドキ
ヤシン・アブデサドキ（ياسين عبد الصادقي、Yacine Abdessadki、1981年1月1日 - ）は、フランス・アルプ＝マリティーム県・ニース出身のサッカー選手。ポジションはミッドフィールダー。
モロッコ移民を父祖に持つモロッコ系フランス人。

## 経歴
RCストラスブールでプロデビューを果たすと2001年、2005年にリーグ・カップを獲得した。2008年にSCフライブルクに移籍。2010年に一旦契約切れになるも、その後再契約した。
2011年12月、滞在先のホテルのシャンプーを盗んだとして契約を解除され、現在は無所属。

## 代表歴
2004年ブルキナファソ代表戦でA代表デビューした。

## タイトル
- RCストラスブール

クープ・ドゥ・ラ・リーグ (2): 2001, 2005
- SCフライブルク

ブンデスリーガ2部 2008-09

## 所属クラブ
- スポルタン・トゥーロン・ヴァール 1997-1998
- RCストラスブール 1999-2008

→  グルノーブル・フット38　2002-2003
→  トゥールーズFC 2005-2006.1
- SCフライブルク 2008-2011